# Vrabcea, Pernik
Vrabcea (în bulgară Врабча) este un sat în comuna Trăn, regiunea Pernik,  Bulgaria. 

## Demografie
Componența etnică a satului Vrabcea
     Bulgari (94,28%)
     Nicio identificare (5,71%)
     Altele (0%)
La recensământul din 2011, populația satului Vrabcea era de 35 locuitori. Din punct de vedere etnic, majoritatea locuitorilor (94,28%) erau bulgari. Pentru 5,71% din locuitori nu este cunoscută apartenența etnică.